# Paris Dupree
Paris Dupree (également stylisé en Paris Duprée ou Paris DuPree, née en 1950 et décédée en août 2011) est une drag queen américaine. Elle est connue pour avoir participé au documentaire Paris is Burning, réalisé par Jennie Livingston en 1990.

## Carrière
Paris Dupree est à l'origine de la création de la Maison de Dupree, célèbre pour avoir su mobiliser dans les années 1970 de jeunes gays urbains à un moment où ils étaient méconnus du grand public américain. En 1990, Paris Dupree participe au documentaire de Jennie Livingston, Paris is Burning. C'est elle qui a inspiré le titre du film. On lui doit cette phrase désormais célèbre qu'elle donne dans le documentaire : « C'est exact ! Je l'ai dit ! Butch queen ! Garçon le jour, fille la nuit » (anglais : That's right! I said it! Butch queen! Boy in the day, girl at night),.

## Le vogue
Paris Dupree fait partie de la légende du vogue. Elle est souvent considérée comme étant une des pionnières de cette danse,. La vogue correspond au fait d'imiter les poses que peuvent prendre les mannequins dans les magazines ou les défilés. On raconte qu'un soir, alors que Paris Dupree fréquente une boîte de nuit appelée Footsteps entre la Deuxième et la Quatorzième Avenue à New York, elle croise des hommes noirs gays en train d'organiser un « drag ball ». Paris Dupree sort alors de son sac un exemplaire du magazine Vogue et commence à danser avec, posant au rythme de la musique et imitant des poses de mannequin. S'ensuit une battle de danse avec eux. Le terme de « vogue » fait référence au magazine que Paris Dupree utilise ce soir-là pour danser.
Selon Kevin Ultra Omni (fondateur de la maison légendaire d'Omni) :

« Je sais que Paris a été une des premières à faire du voguing. Mais je crois que la vogue a  aussi existé sous une autre forme grâce à d'autres personnes. Je pense aussi que beaucoup de poses de voguing proviennent de l'art africain et des hiéroglyphes égyptiens. »

— Kevin Ultra Omni
C'est également lors du premier drag ball organisé à la Maison Dupree en 1981 que l'ensemble des différentes catégories de danse et de défis sont définies, faisant alors de Paris Dupree l'inventrice de tout un tas de catégories de compétition. Aujourd'hui encore, des clubs gays organisent des compétitions de voguing inspirées par celles de Paris Dupré.
Paris Dupree tient son propre drag ball en 1988 au Zanzibar.

## Paris is Burning
Paris Dupree participe au documentaire intitulé Paris Is Burning. Ce film est présenté pour la première fois au NewFest New York's LGBT Film Festival le 9 juin 1990. Le film suit Paris Dupree et d'autres drag queens alors qu'elles participent à des compétitions de drag ball. Le documentaire a pour sujet le fonctionnement du monde du drag à New York. On y parle notamment de la Maison Dupree et de l'origine du voguing.

« C'est un film qu'il est important que tout le monde puisse voir, qu'il soit gay ou non. Il traite de la façon dont nous sommes tous influencés par les médias, dont nous nous efforçons de répondre aux exigences des médias en essayant de ressembler aux mannequins de Vogue ou en possédant une grosse voiture. Et c'est une question de survie. Il s'agit de personnes qui ont beaucoup de préjugés contre elles et qui ont appris à survivre avec esprit, dignité et énergie. »

— Jennie Livingston, Director

## Décès
Paris est décédée en août 2011 à New York à l'âge de soixante et un an,,. On ignore la cause de son décès.

## Voir également
- Club Zanzibar (en) (salle de musique électronique noire à Newark, New Jersey, dans les années 1980)